# Río Avutardas
El río Avutardas es un curso natural de agua emisario del lago Pingo y que fluye con dirección general sureste hasta desembocar en el río Grey poco antes del desfogue de este último en el río Serrano, río principal de la cuenca ubicada en el parque nacional Torres del Paine en la Región de Magallanes y la Antártica Chilena.
En algunos mapas aparece bajo el nombre río Pingo (ver mapa de localización a la derecha), pero el mapa del IGM de Chile (ver mapa en sección "Trayecto") y Hans Niemeyer: 595  lo nombran "Avutardas".

## Trayecto
Según el mapa de SERNATUR, los deshielos del glaciar Pingo son acumulados en el lago Pingo y evacuados a través del río Pingo o Avutardas.

## Caudal y régimen
Un informe de la Dirección General de Aguas considera para el río Paine un régimen básicamente glacial con algunos aportes nivales y este régimen lo extiende al río Grey. Por cercanía se podría extender también al río Avutardas.: 6 